# Ali Pascha von Janina

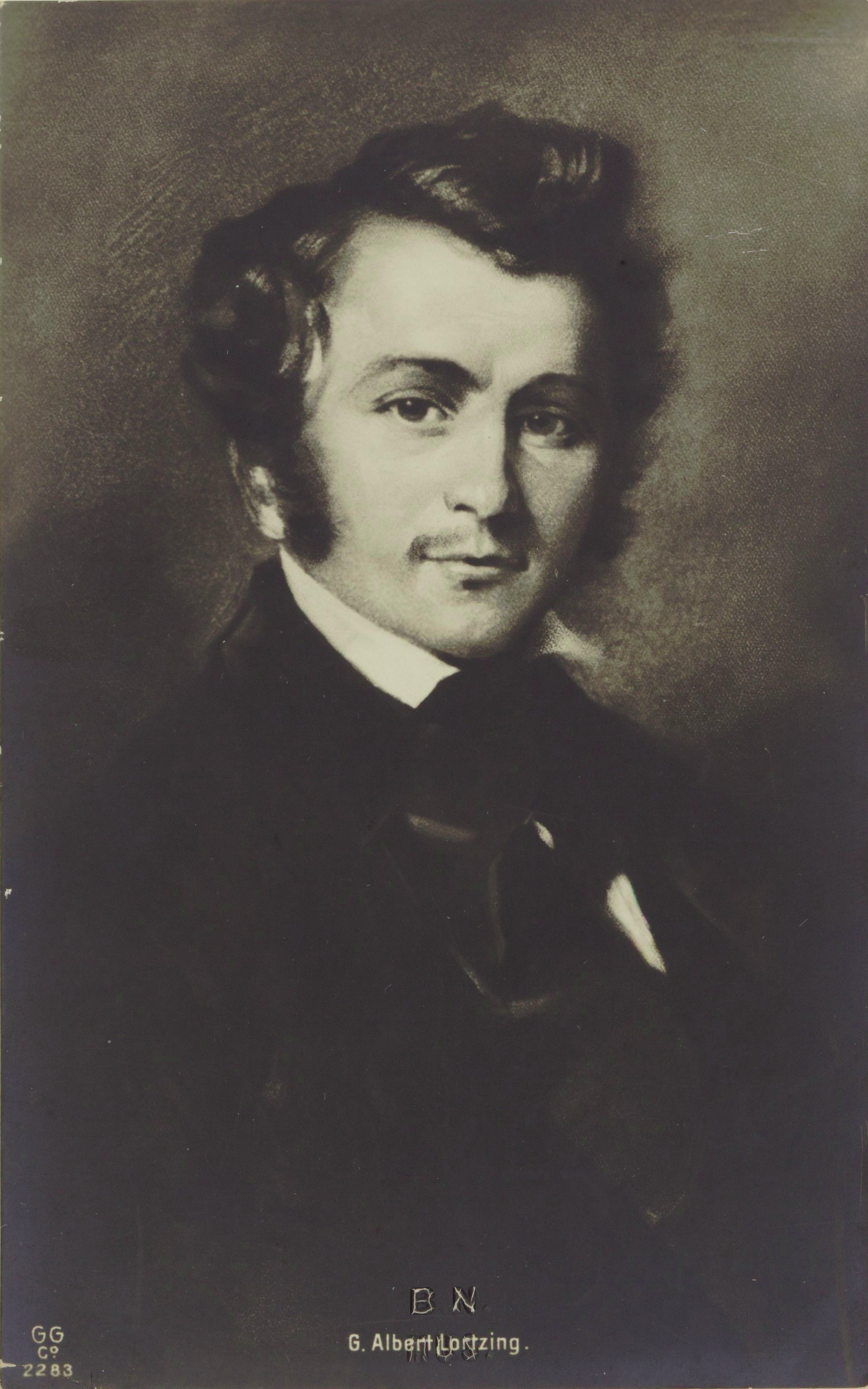
Albert Lortzing

Ali Pascha von Janina oder Die Franzosen in Albanien (Ali Pascha av Ioánnina eller Fransmännen i Albanien) är ett tyskt sångspel i en akt med musik och libretto av Albert Lortzing. Den utspelas omkring år 1820 i Ioánnina, då en del av det Osmanska riket, och är namngiven eter dess centralgestalt Ali Pascha av Tepelenë.
Lortzing hade 1823, vid 22 års ålder, bestämt sig för att komponera ett scenverk. Orientaliska ämnen var populära och han valde det temat för sitt förstlingsverk. Den 30 januari 1824 gifte han sig med skådespelerskan Rosina Regina Ahles och kort tid därefter fullbordade han musiken, men det skulle dröja till 1828 innan han fann en teater som ville sätta upp verket.
Hösten 1826 tog paret anställning vid Hoftheater Detmold förutom engagemang i Münster och Osnabrück. Till sist sattes operan upp på Städtische Bühnen Münster den 1 februari 1828, där den blev måttlig framgångsrik och uppmuntrade kompositören att fortsätta skriva operor. Ali Pascha von Janina kan ses som en förstudie till Lortzings senare helaftonsoperor.

## Personer
- Ali Bey, Pascha av Janina (bas)
- Ibrahim, övervakare av paschans harem (bas)
- Kapten Bernier (tenor)
- Löjtnant Robert, Berniers vän (tenor)
- Arianna, en flicka från Korfu (sopran)
- Soldater, sjömän, vakter, slavinnor, slavar, tillfångatagna jungfrur (kör)

## Handling

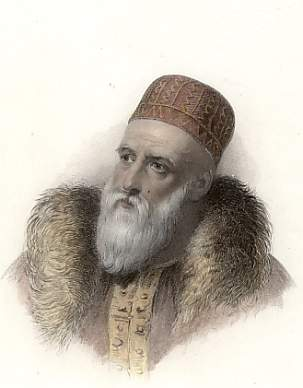
Ali Pascha av Janina

Operan utspelas 1820 i Janina (dagens: Ioánnina), då en provins i det Osmanska riket (Eyālet-i Yānyâ). Titelfiguren Ali Pascha Tepelena är en historisk gestalt med albansk härkomst, ursprungligen ledare för ett rövarband som härskade över stora delar av Thessalien, Epirus och Albanien.

### Akt I
Den franska marinkaptenen Bernier är stationerad i Ioáninna och har förälskat sig i Arianna, en vacker flicka från ön Korfu. Men han har inte hört från henne på några dagar och är orolig vad som kan ha hänt henne. Berniers vän Robert försöker förgäves trösta honom.
Berniers oro är berättigad - Arianna har tagits tillfånga av en vild hord och förts till Ali Paschas harem. Ali Pascha står inte ut med hennes sorg och klagan och beordrar henne att glömma Bernier då hon nu tillhör honom endast. De andra kvinnorna i haremet är ovilliga att hjälpa henne och råder henne att acceptera ödet och ge sig år Paschan. Under tiden får Bernier höra om Ariannas öde och tar sig in i Ali Paschas palats. Ali Pascha är till en början glad att kunna hälsa en fransman välkommen och visar upp Arianna för att skryta och göra Bernier avundsam. Bernier och Arianna finner det svårt att dölja sina rätta känslor och låtsas att de inte känner varandra, men så fort som Ali Pascha har gått ut faller de i varandras armar. Ali Pascha åhör allt från en dold plats och rusar in för att hämnas. Bernier slår i bojor men Robert och den franska bataljonen lyckas ta sig in i haremet. Efter en kort strid friger de Bernier och Arianna och återvänder till Frankrike.